# Medicopter 117
Medicopter 117 is een Duits-Oostenrijkse actieserie over een Duitse traumahelikopter. Het programma werd in 49 verschillende landen uitgezonden.
De serie verscheen op 11 januari 1998 voor het eerst op televisie met de aflevering 'Der Kronzeuge' (De Kroongetuige). In Nederland werd de serie in de zomer van 2000 uitgezonden op RTL 4. In 2005 werd de serie herhaald op RTL 7. In totaal zijn er 82 afleveringen uitgezonden. In Vlaanderen werd de serie uitgezonden door VTM. In de serie speelt één Belgische acteur mee, Serge Falck.
In de actieserie "Medicopter 117" zijn de bemanningsleden van een reddingshelikopter altijd in beweging als het gaat om het helpen van mensen en het redden van mensen in nood. De missies kunnen zeer dramatisch zijn, maar de expertise en veel energie helpen de bemanning altijd om een oplossing te vinden.
De helikopter uit de serie wordt bemand door twee teams, team A en team B. Elk team heeft een piloot, een arts en een verpleegkundige.

## Rolverdeling

### Hoofdrollen
| Acteur                  | Personage         | Rol                    | Afleveringen |
| ----------------------- | ----------------- | ---------------------- | ------------ |
| Manfred Stücklschwaiger | Thomas Wächter    | piloot team A          | 1-50         |
| Rainer Grenkowitz       | Michael Lüdwitz   | arts team A            | 1-39, 50     |
| Serge Falck             | Peter Berger      | verpleegkundige team A | 1-82         |
| Hans Heller             | Jens Köster       | piloot team A          | 51-82        |
| Urs Remond              | Mark Harland      | arts team A            | 41-82        |
| Sabine Petzl            | Biggi Schwerin    | piloot team B          | 1-57, 64     |
| Anja Freese             | Gabriele Kollmann | arts team B            | 1-24         |
| Wolfgang Krewe          | Ralf Staller      | verpleegkundige team B | 1-34         |
| Julia Cencig            | Gina Aigner       | piloot team B          | 49-82        |
| Roswitha Meyer          | Karin Thaler      | arts team B            | 26-82        |
| Tom Mikulla             | Enrico Contini    | verpleegkundige team B | 36-64        |
| Jo Weil                 | Florian Lenz      | verpleegkundige team B | 65-82        |

### Overige rollen
| Acteur                  | Personage             | Rol                                | Afleveringen                                         |
| ----------------------- | --------------------- | ---------------------------------- | ---------------------------------------------------- |
| Axel Pape               | Frank Ebelsieder      | basisleider                        | 1-21, 25, 27-30, 32                                  |
| Hanno Pöschl            | Max                   | monteur                            | 1-82                                                 |
| Gilbert von Sohlern     | Gunner Eros Höppler   | basisleider                        | 49-50, 53-54, 56, 58, 61-82                          |
| Barbara Demmer          | Heidi Oberhuber       | secretaresse                       | 1-3, 7-9                                             |
| Aladin                  | Gonzo                 | lawinehond van Ralf                |                                                      |
| Christian Tasche        | Kai Menhoff           | chef personeelszaken               | 70, 72-73                                            |
| Alexander Strobele      | René Meier            | tijdelijke vervanger Biggi         | 10-11                                                |
| Gregor Seberg           | Martin Cristberg      | tijdelijke vervanger Michael       | 29                                                   |
| Saskia Valencia         | Katja Heinemann       | tijdelijke vervanger Peter         | 16-17                                                |
| Martin Halm             | Martin Eschborn       | leerling-piloot                    | 47                                                   |
| Tabea Tiesler           | Lena Lassen           | leerling-verpleegkundige           | 47                                                   |
| Michou Pascale Anderson | Barbara               | ex-verloofde van Peter             | 6-8, 10                                              |
| Gesche Tebbenhoff       | Vera Wächter          | ex-vrouw van Thomas                | 4, 9, 11-12, 14                                      |
| Nicola Etzelstorfer     | Lisa Wächter          | dochter van Thomas                 | 1, 3, 11-12, 14-15, 18, 22-23, 31, 35, 39-40, 45, 51 |
| Laura Mazzuchelli       | Laura Wächter         | dochter van Thomas                 | 1, 3, 11-12, 14-15, 18, 22-23, 31, 35, 39-40, 45, 51 |
| Christine Mayn          | Margarethe Lüdwitz    | ex-vrouw van Michael               | 1, 7, 9-12                                           |
| Julius Jellinek         | Dirk Lüdwitz          | zoon van Michael                   | 1, 7, 9, 12, 15, 18, 22, 31                          |
| Carmen-Maja Antoni      | Veronika Edberg       | huishoudster van Thomas en Michael | 15, 18                                               |
| Helma Gautier           | Angela Kollmann       | moeder van Gabrielle               | 3, 20                                                |
| Simone Heher            | Jenny Neuhaus         | ex-vriendin van Ralf               | 30-34                                                |
| Edita Malovčić          | Stella Berger-Contini | zus van Enrico en vrouw van Peter  | 40-70                                                |
| Benedikt Stenger        | Oliver Berger         | zoon van Peter en Stella           |                                                      |
| Chrissy Schulz          | Victoria Fischer      | agente en minnares van Peter       | 6-8                                                  |
| Nicolas König           | Axel Wertheim         | advocaat en ex-vriend van Biggi    | 20-24                                                |
| Shandra Schadt          | Anna Köster           | dochter van Jens                   | 54, 59-60, 63, 65, 68, 70, 73                        |
| Sylvia Agnes Muc        | Yvonne                | huisgenoot van Florian             | 66, 68                                               |

## Einde van de serie
Kort na het einde van de opnames van seizoen zeven maakte RTL bekend niet meer te willen investeren in de serie. De zender vond dat alle denkbare scenario's al waren gebruikt.